# Forma de la Tierra

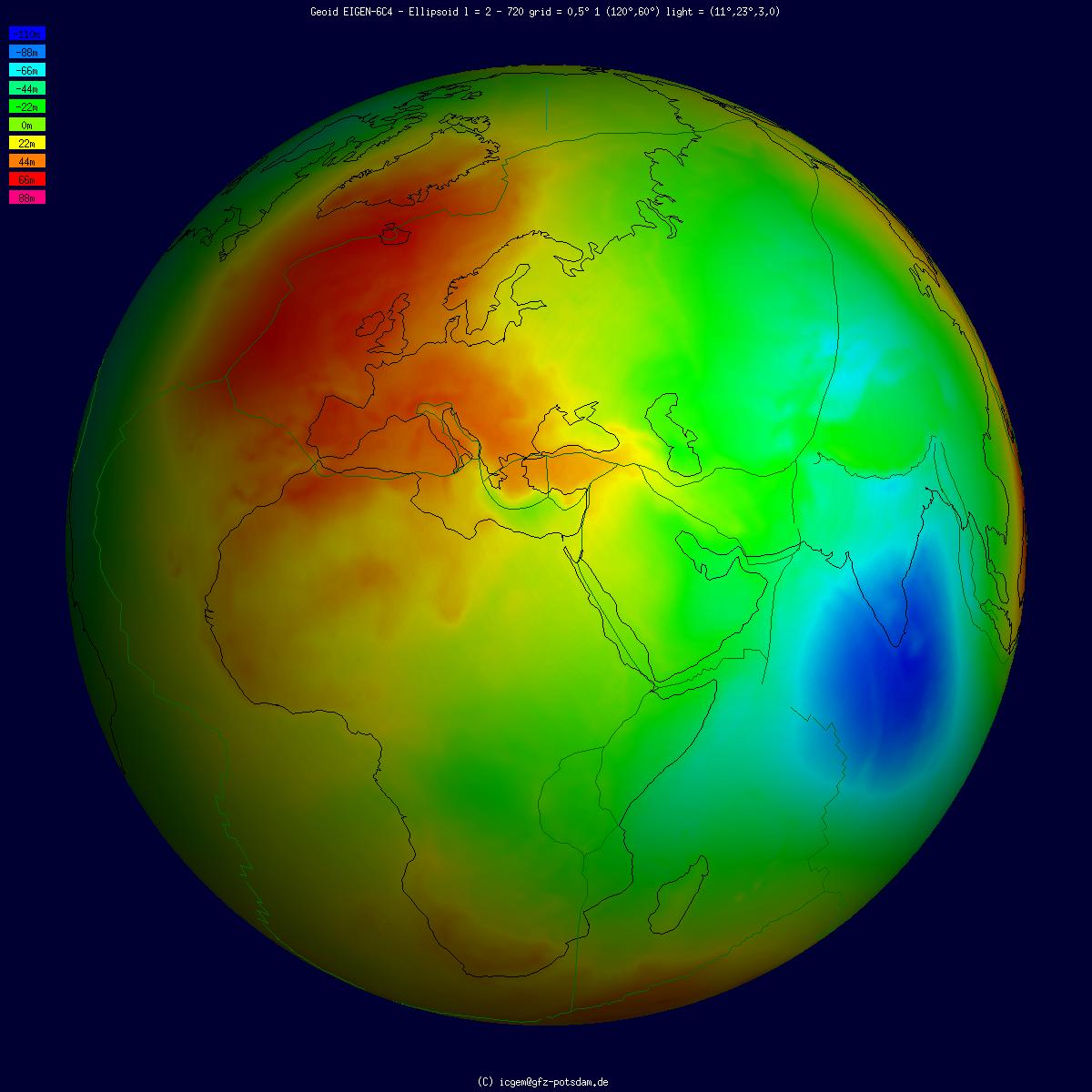
Ondulación geoidal en falso color, a escala sin exageración vertical.

La expresión forma de la Tierra tiene varios significados en geodesia según el uso y la precisión con que se desea definir el tamaño y la figura de la Tierra. La superficie de la Tierra incluye una gran variedad de formas del terreno y áreas cubiertas de agua. Esta es, de hecho, la superficie sobre la cual las medidas modernas se llevan a cabo; sin embargo, no es deseable para propósitos matemáticos, pues el trabajo requerido para tomar en cuenta las irregularidades necesitaría de un número infinito de cálculos. La superficie topográfica es generalmente el ámbito de estudio de topógrafos e hidrógrafos.
Una Tierra esférica es una aproximación histórica bien conocida, satisfactoria para la geografía, la astronomía y muchos otros fines. Se han desarrollado varios modelos con mayor precisión (incluido el elipsoide terrestre) para que los sistemas de coordenadas geográficas puedan satisfacer las necesidades precisas de la navegación, la topografía, el catastro, el uso del suelo y otras áreas.

## Motivación
La superficie topográfica de la Tierra es aparente con su variedad de formas terrestres y áreas de agua. Esta superficie topográfica es generalmente la preocupación de topógrafos, hidrógrafos y geofísicos. Si bien es la superficie sobre la que se realizan las mediciones de la Tierra, modelarla matemáticamente teniendo en cuenta las irregularidades sería extremadamente complicado.
El concepto pitagórico de una Tierra esférica ofrece una superficie simple que es fácil de tratar matemáticamente. Muchos cálculos astronómicos y de navegación utilizan una esfera para modelar la Tierra como una aproximación cercana. Sin embargo, se necesita una cifra más precisa para medir distancias y áreas en la escala más allá de lo puramente local. Se pueden hacer mejores aproximaciones modelando toda la superficie como un esferoide achatado, usando armónicos esféricos para aproximar el geoide, o modelando una región con un elipsoide de referencia de mejor ajuste.
Para levantamientos de áreas pequeñas, un modelo plano (plano) de la superficie de la Tierra es suficiente porque la topografía local supera la curvatura. Los levantamientos de tablas planas se realizan para áreas relativamente pequeñas sin considerar el tamaño y la forma de toda la Tierra. Una encuesta de una ciudad, por ejemplo, podría llevarse a cabo de esta manera.

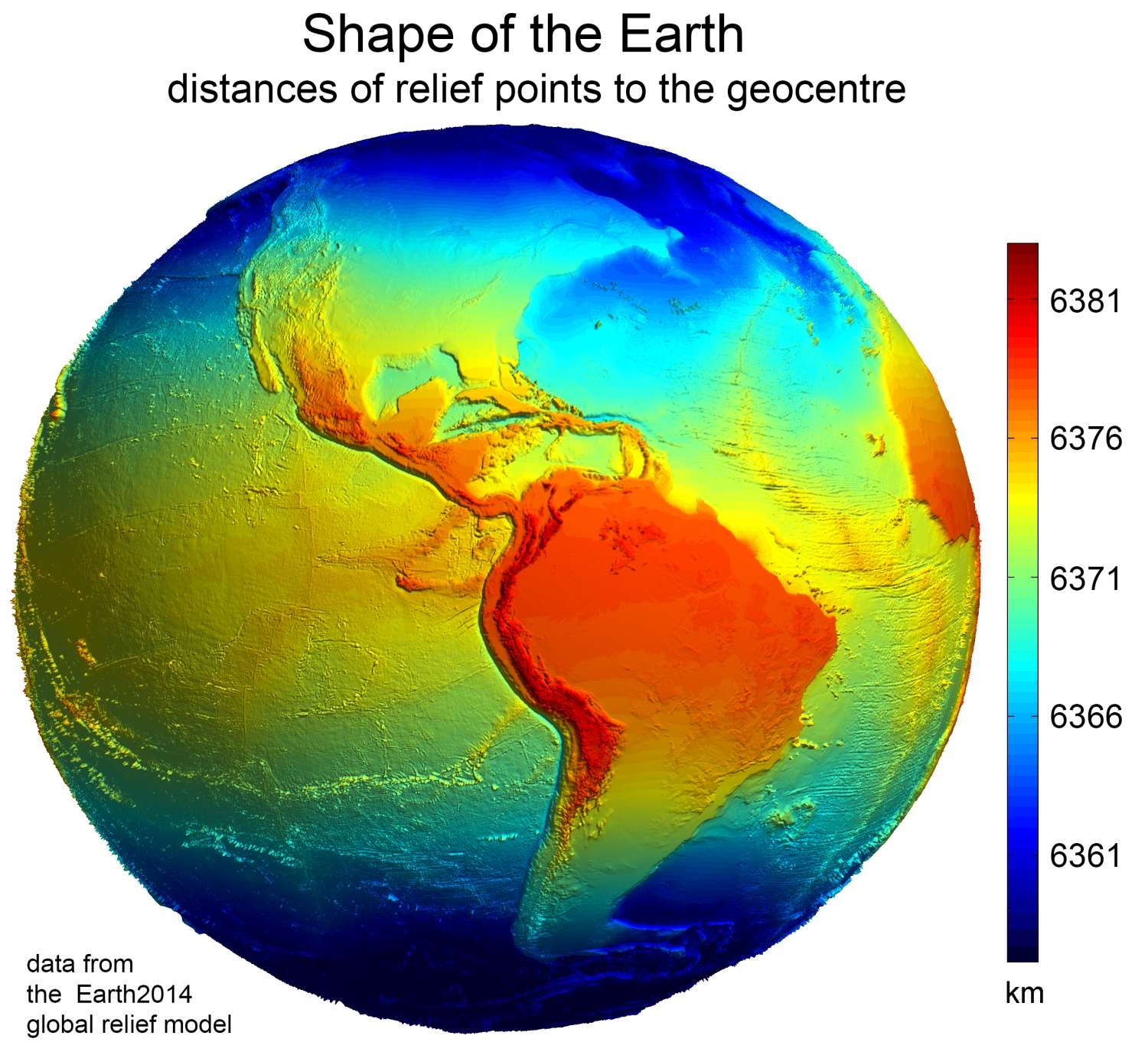
Vista topográfica de la Tierra en relación con el centro de la Tierra (en lugar del nivel medio del mar, como en los mapas topográficos comunes)
A fines de la década de 1600, se dedicó un gran esfuerzo a modelar la Tierra como un elipsoide, comenzando con la medición de Jean Picard de un grado de arco a lo largo del meridiano de París. Mapas mejorados y una mejor medición de distancias y áreas de territorios nacionales motivaron estos primeros intentos. La instrumentación y las técnicas topográficas mejoraron durante los siglos siguientes. Modelos para la figura de la tierra mejorados en el paso.
A mediados y finales del siglo XX, la investigación en geociencias contribuyó a mejoras drásticas en la precisión de la figura de la Tierra. La principal utilidad de esta precisión mejorada fue proporcionar datos geográficos y gravitacionales para los sistemas de guía inercial de los misiles balísticos. Esta financiación también impulsó la expansión de las disciplinas geocientíficas, fomentando la creación y el crecimiento de varios departamentos de geociencias en muchas universidades. Estos desarrollos también beneficiaron muchas actividades civiles, como el control de satélites meteorológicos y de comunicación y la búsqueda de ubicación por GPS, lo que sería imposible sin modelos altamente precisos para la figura de la Tierra.

## Modelos
Los modelos para la figura de la Tierra varían en la forma en que se utilizan, en su complejidad y en la precisión con la que representan el tamaño y la forma de la Tierra.

### Esfera

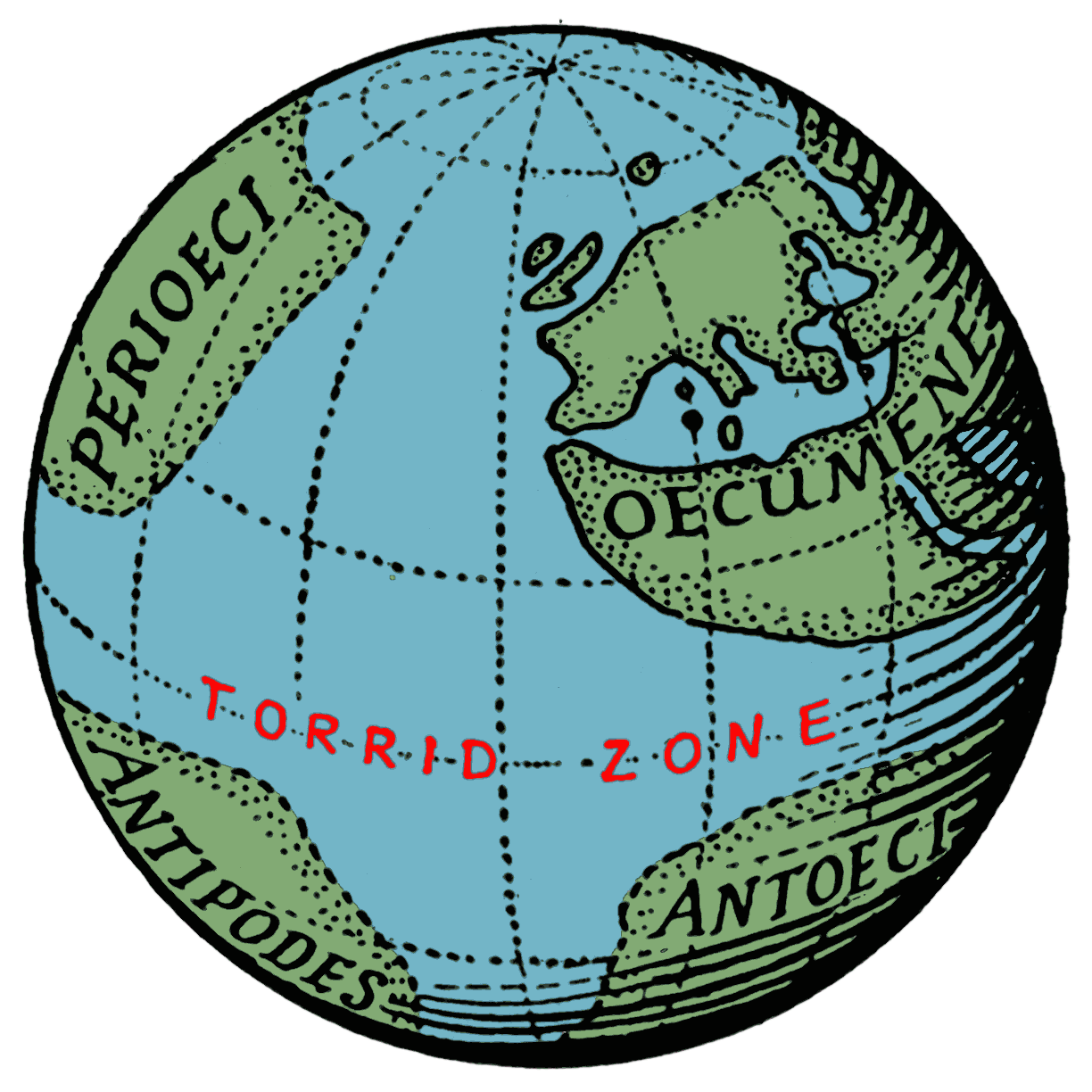
La esfera terrestre de Crates de Malos (c. 150 a. C.), que muestra la región de las antípodas en la mitad sur del hemisferio occidental.

El modelo más simple para la forma de toda la Tierra es una esfera. El radio de la Tierra es la distancia desde el centro de la Tierra hasta su superficie, aproximadamente 6371 km (3959 mi). Si bien el "radio" normalmente es una característica de las esferas perfectas, la Tierra se desvía de la esférica en solo un tercio de un porcentaje, lo suficientemente cerca como para tratarla como una esfera en muchos contextos y justificando el término "el radio de la Tierra".
El concepto de una Tierra esférica se remonta a alrededor del siglo VI a. C.,  pero siguió siendo un tema de especulación filosófica hasta el siglo III a. C. Eratóstenes dio la primera estimación científica del radio de la Tierra alrededor del 240 a. C., con estimaciones de la precisión de la medición de Eratóstenes que van desde -1% a 15%. En el siglo I, Plinio el Viejo afirmaba que todo el mundo estaba de acuerdo con la idea de la forma esférica de la Tierra, aunque aún hubo disputas acerca de la naturaleza de las antípodas y sobre la posibilidad de mantener el océano en forma curvada. De forma muy interesante, Plinio considera, como «teoría intermedia», la posibilidad de una esfera imperfecta, «con forma de piña».
La Tierra es solo aproximadamente esférica, por lo que ningún valor único sirve como su radio natural. Las distancias desde los puntos de la superficie hasta el centro oscilan entre 6353 km (3948 mi) y 6384 km (3967 mi). Varias formas diferentes de modelar la Tierra como una esfera producen cada una un radio medio de 6371 km (3959 mi). Independientemente del modelo, cualquier radio se encuentra entre el mínimo polar de aproximadamente 6357 km (3950 mi) y el máximo ecuatorial de aproximadamente 6378 km (3963 mi). La diferencia de 21 km (13 millas) corresponde a que el radio polar es aproximadamente un 0,3% más corto que el radio ecuatorial.

### Elipsoide de revolución

Un diagrama a escala del achatamiento del elipsoide de referencia IERS de 2003, con el norte en la parte superior. El borde exterior de la línea azul oscuro es una elipse con la misma excentricidad que la de la Tierra. A modo de comparación, el círculo azul claro dentro tiene un diámetro igual al eje menor de la elipse. La curva roja representa la línea de Karman a 100 km (62 mi) sobre el nivel del mar, mientras que la banda amarilla denota el rango de altitud de la ISS en órbita terrestre baja

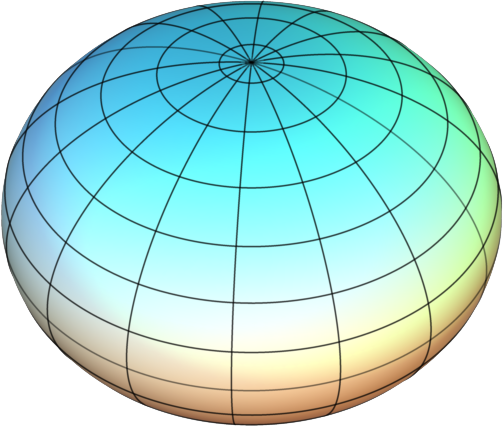
Un esferoide oblato, muy exagerado en relación con la Tierra real.

Dado que la Tierra está achatada en los polos y abultada en el ecuador,: 4  la figura geométrica utilizada en geodesia que más se aproxima a la forma de la Tierra es un esferoide oblato. Un esferoide oblato (o elipsoide oblato) es un elipsoide de revolución obtenido por rotación de una elipse alrededor de su eje más corto. Un esferoide que representa la forma de la Tierra u otro cuerpo celeste recibe el nombre de elipsoide de referencia. 
Un elipsoide de revolución queda unívocamente determinado por dos magnitudes -dos dimensiones, o una dimensión y un número representando la diferencia entre las dos dimensiones. Los geodestas, por convención, utilizan el semieje mayor y el achatamiento. El tamaño se representa por el radio en el ecuador -el semieje mayor de la sección de un eclipse y se designa con la letra {\displaystyle a}. La forma del elipsoide está dada por el achatamiento {\displaystyle f}, el cual indica cuánto el elipsoide se aleja de la forma esférica. En la práctica, los dos números suelen ser el radio ecuatorial y el recíproco del achatamiento, en lugar del propio achatamiento; para el esferoide WGS84 utilizado por los sistemas GPS modernos, el recíproco del achatamiento está fijado en 298,257223563 exactamente.
La diferencia entre una esfera y un elipsoide de referencia, en el caso de la Tierra, es pequeña, solo una parte en 300. Históricamente, el achatamiento ha sido calculado por gravimetría. En la actualidad se utilizan redes geodésicas y geodesia satelital. En la práctica, muchos elipsoides de referencia han sido desarrollados a través de los siglos a partir de diferentes observaciones. El valor del achatamiento varía ligeramente de un elipsoide de referencia a otro, reflejando las condiciones locales y dependiendo de si el elipsoide de referencia modeliza la Tierra entera o solo una porción de ella.
El radio de curvatura de una esfera es simplemente el radio de la esfera. En figuras más complejas, los radios de curvatura varían sobre la superficie. El radio de curvatura describe el radio de la esfera que más se aproxima a la superficie en ese punto. Los elipsoides oblatos tienen un radio de curvatura constante del Este al Oeste a lo largo de los paralelos, si una cuadrícula se dibuja sobre la superficie, pero con variaciones de la curvatura en cualquier otra dirección. Para un elipsoide oblato, el radio de curvatura polar {\displaystyle r_{p}} es mayor que el ecuatorial
{\displaystyle r_{p}={\frac {a^{2}}{b}},}
dado que el polo está achatado: mientras más achatada la superficie, mayor la esfera que lo aproxima. Inversamente, el radio de curvatura del elipsoide Norte-Sur en el ecuador, {\displaystyle r_{e}}, es menor que el polar
{\displaystyle r_{e}={\frac {b^{2}}{a}}.}

### Geoide

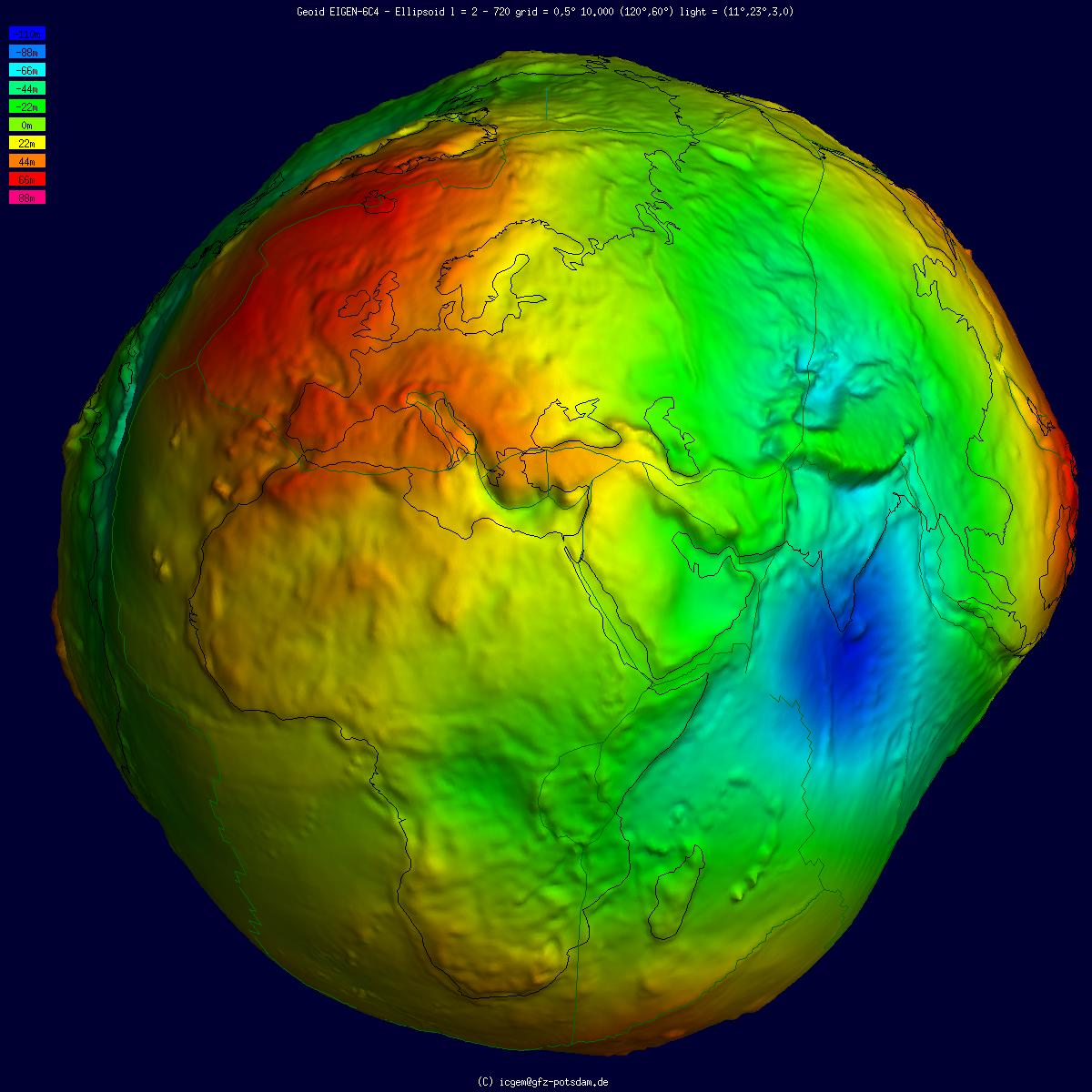
Ondulación geoidal en falso color, con relieve sombreado y exageración vertical (factor de escala 10 000).

Se dijo anteriormente que las mediciones se realizan en la superficie aparente o topográfica de la Tierra y se acaba de explicar que los cálculos se realizan en un elipsoide. Otra superficie está involucrada en la medición geodésica: el geoide. En topografía geodésica, el cálculo de las coordenadas geodésicas de los puntos se realiza comúnmente en un elipsoide de referencia.aproximándose mucho al tamaño y la forma de la Tierra en el área de estudio. Sin embargo, las mediciones reales realizadas en la superficie de la Tierra con ciertos instrumentos se refieren al geoide. El elipsoide es una superficie regular definida matemáticamente con dimensiones específicas. El geoide, por otro lado, coincide con la superficie a la que se ajustarían los océanos en toda la Tierra si se ajustaran libremente al efecto combinado de la atracción de masas de la Tierra (gravitación) y la fuerza centrífuga de la rotación de la Tierra. Como resultado de la distribución desigual de la masa de la Tierra, la superficie geoidal es irregular y, dado que el elipsoide es una superficie regular, las separaciones entre los dos, denominadas ondulaciones geoidales., las alturas del geoide o las separaciones del geoide también serán irregulares.
El geoide es una superficie a lo largo de la cual el potencial de gravedad es igual en todas partes y a la cual la dirección de la gravedad es siempre perpendicular (ver superficie equipotencial ). Esto último es particularmente importante porque los instrumentos ópticos que contienen dispositivos de nivelación por referencia de gravedad se usan comúnmente para realizar mediciones geodésicas. Cuando está debidamente ajustado, el eje vertical del instrumento coincide con la dirección de la gravedad y, por lo tanto, es perpendicular al geoide. El ángulo entre la plomada que es perpendicular al geoide (a veces llamada "la vertical") y la perpendicular al elipsoide (a veces llamada "la elipsoidal normal") se define como la desviación de la vertical. Tiene dos componentes: un componente este-oeste y otro norte-sur.

### Aproximación local
Las aproximaciones locales simples son posibles.

#### Plano tangente local

Plano tangente local.

El plano tangente local es apropiado para distancias pequeñas.

#### Esfera osculatriz

Elipsoide y esfera de la Tierra

La mejor aproximación esférica local al elipsoide en las proximidades de un punto dado es la esfera osculante terrestre. Su radio es igual al radio de curvatura gaussiano de la Tierra, y su dirección radial coincide con la normal geodésica. El centro de la esfera osculante está desplazado del centro del elipsoide, pero se encuentra en el centro de curvatura para el punto dado en la superficie del elipsoide. Este concepto facilita la interpretación de mediciones de refracción por radio ocultación terrestres y planetarias, así como en algunas aplicaciones de navegación y vigilancia.

### Otras formas

#### Triaxialidad (excentricidad ecuatorial)
La posibilidad de que el ecuador de la Tierra se caracterice mejor como una elipse en lugar de un círculo y, por lo tanto, que el elipsoide sea triaxial ha sido un tema de investigación científica durante muchos años. Los desarrollos tecnológicos modernos han proporcionado métodos nuevos y rápidos para la recopilación de datos y, desde el lanzamiento del Sputnik 1, los datos orbitales se han utilizado para investigar la teoría de la elipticidad. Resultados más recientes indican una diferencia de 70 m entre los dos ejes de inercia mayor y menor ecuatorial, con el semidiámetro más grande apuntando a 15° de longitud oeste (y también a 180 grados de distancia).

#### Forma de pera
Una Tierra en forma de pera había sido teorizada por primera vez en 1498 por Cristóbal Colón, basado en sus lecturas incorrectas del movimiento diurno de la Estrella Polar.

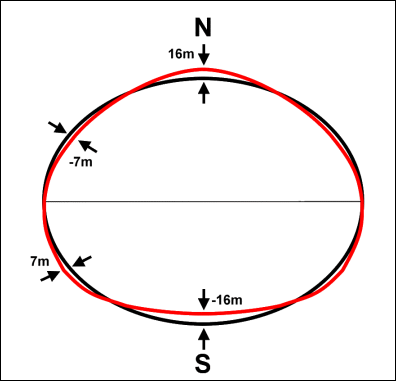
Ondulación del geoide (rojo) relativa al elipsoide de referencia (negro), muy exagerada; ver también: forma de pera de la Tierra.

La teoría de una Tierra ligeramente en forma de pera surgió y ganó publicidad después de que los primeros satélites artificiales observaran largas variaciones orbitales periódicas, lo que indicaba una depresión en el Polo Sur y una protuberancia del mismo grado en el Polo Norte. Esta teoría sostiene que las latitudes medias del norte están ligeramente aplanadas y las latitudes medias del sur correspondientemente abombadas. Los datos del satélite Vanguard 1 de 1958 confirman que el abultamiento ecuatorial del sur es mayor que el del norte, lo que se corrobora con el nivel del mar del Polo Sur que es más bajo que el del norte.
A John A. O'Keefe y sus coautores se les atribuye el descubrimiento de que la Tierra tenía un armónico esférico zonal de tercer grado significativo en su campo gravitacional utilizando datos del satélite Vanguard 1. Basado en más datos de geodesia satelital, Desmond King-Hele refinó la estimación a una diferencia de 45 m entre los radios polares norte y sur, debido a un "tallo" de 19 m que se eleva en el Polo Norte y una depresión de 26 m en el Pol Suro. Sin embargo, la asimetría polar es pequeña: es aproximadamente mil veces más pequeña que el aplanamiento de la Tierra e incluso más pequeña que la ondulación geoidal en algunas regiones de la Tierra.
La geodesia moderna tiende a retener el elipsoide de revolución como elipsoide de referencia y trata la triaxialidad y la forma de pera como parte de la figura del geoide : están representados por los coeficientes armónicos esféricos {\displaystyle C_{22},S_{22}}, y {\displaystyle C_{30}}, respectivamente, correspondientes a los números de grado y orden 2.2 para la triaxialidad y 3.0 para la forma de pera.

## Modelos de elipsoides de referencia
Los modelos de elipsoides de referencia que se listan a continuación han tenido utilidad en la investigación geodésica y muchos de ellos aún son vigentes. Los más antiguos llevan los nombres de los individuos que los calcularon. En 1887 el matemático inglés Col Alexander Ross Clarke CB FRS RE fue condecorado con la Medalla de Oro de la Real Sociedad por su trabajo en la determinación de la forma de la Tierra. El elipsoide internacional desarrollado por John Fillmore Hayford en 1910 fue adoptado por la Unión Internacional de Geodesia y Geofísica (IUGG) en 1924, que lo recomendó para su uso internacional.
En la reunión de 1967 de la IUGG llevada a cabo en Lucerna, Suiza, se recomendó adoptar el elipsoide denominado GRS-67 (sistema de referencia geodésico 1967) de la lista. No se recomendó que el nuevo elipsoide sustituyera al elipsoide internacional (1924), pero se abogó por su uso donde una mayor precisión fuera requerida. Fue una parte del GRS-67 que se aprobó y adoptó en la reunión de 1971 del IUGG en Moscú. Es utilizado en Australia por el Australian Geodetic Datum y en Sudamérica por el South American Datum 1969.
El GRS-80 (sistema de referencia geodésico 1980) aprobado y adoptado por el IUGG en la reunión de Canberra, Australia, en 1979, está basado en el radio ecuatorial (semi-eje mayor del elipsoide terrestre) {\displaystyle a}, masa total {\displaystyle GM}, factor de forma dinámica {\displaystyle J_{2}} y velocidad angular de rotación {\displaystyle \omega }, haciendo del achatamiento inverso {\displaystyle 1/f} una cantidad derivada. El minuto de diferencia en {\displaystyle 1/f} observado entre el GRS-80 y el WGS-84 es resultado del truncamiento no intencional de las constantes definidas: mientras que el WGS-84 fue diseñado para adherir de cerca al GRS-80, incidentalmente el achatamiento derivado del WGS-84 resultó ser ligeramente diferente del de GRS-80, cuyo valor para J2 fue truncado en 8 cifras significativas durante el proceso de normalización.
Un modelo elipsoidal describe únicamente la geometría del elipsoide y la fórmula del campo de gravedad normal asociado. Comúnmente, un modelo elipsoidal forma parte de un datum geodésico acompasado. A modo de ejemplo, el antiguo ED-50 (European Datum 1950) se basa en el elipsoide Hayford (International Ellipsoid). El WGS-84 es peculiar en el sentido que el mismo nombre es utilizado tanto para el sistema geodésico de referencia completo como para su componente de modelo elipsoidal. Sin embargo, ambos conceptos -el modelo elipsoidal y el sistema de referencia geodésico- se tratan por separado.
| º    |                          |                      |                 |                        |                              |
| ---- | ------------------------ | -------------------- | --------------- | ---------------------- | ---------------------------- |
| Año  | Elipsoide de referencia  | Radio ecuatorial (m) | Radio polar (m) | Achatamiento recíproco | Lugar                        |
| 1738 | Pierre Louis Maupertuis  | 6 397 300            | 6 363 806,283   | 191                    | Francia                      |
| 1817 | Plessis                  | 6 376 523,0          | 6 355 862,9333  | 308,64                 | Francia                      |
| 1738 | George Everest           | 6 377 299,365        | 6 356 098,359   | 300,80172554           | India                        |
| 1967 | Everest 1830 modificado  | 6 377 304,063        | 6 356 103,0390  | 300,8017               | Malasia Peninsular, Singapur |
| 1967 | Everest 1830 (definición | 6 377 298,556        | 6 356 097,550   | 300,8017               | Brunéi, Malasia Peninsular   |
| 1830 | George Biddell Airy      | 6 377 563,396        | 6 356 256,909   | 299,3249646            | Bretaña                      |
| 1841 | Elipsoide de Bessel      | 6 377 397,155        | 6356,078,963    | 299,1528128            | Europa, Japón                |
| 1866 | Alexander Ross Clarke    | 6 378 206,4          | 6 356 583,8     | 294,9786982            | Norteamérica                 |
| 1878 | Clarke                   | 6 378 190            | 6 356 456       | 293,4659980            | Norteamérica                 |
| 1880 | Clarke                   | 6 378 249,145        | 6 356 514,870   | 293,465                | Francia, África              |
| 1906 | Friedrich Robert Helmert | 6 378 200            | 6356,818,17     | 298,3                  |                              |
| 1910 | John Fillmore Hayford    | 6 378 388            | 6356,911,946    | 297                    | USA                          |
| 1924 | Internacional            | 6 378 388            | 6 356 911,946   | 297                    | Europa                       |
| 1927 | NAD 27                   | 6 378 206,4          | 6 356 583,800   | 294,978698208          | Norteamérica                 |
| 1940 | Feodosy Krasovsky        | 6 378 245            | 6 356 863,019   | 298,3                  | USSR                         |
| 1966 | WGS66                    | 6 378 145            | 6 356 759,769   | 298,25                 | USA/DoD                      |
| 1966 | Nacional de Australia    | 6 378 160            | 6 356 774,719   | 298,25                 | Australia                    |
| 1967 | Nuevo Internacional      | 6 378 157,5          | 6 356 772,2     | 298,24961539           |                              |
| 1967 | GRS-67                   | 6 378 160            | 6 356 774,516   | 298,247167427          |                              |
| 1969 | Sudamericano             | 6 378 160            | 6 356 774,719   | 298,25                 | Sudamérica                   |
| 1972 | WGS-72                   | 6 378 135            | 6 356 750,52    | 298,26                 | USA/DoD                      |
| 1979 | GRS-80                   | 6 378 137            | 6 356 752,3141  | 298,257222101          | ITRS global                  |
| 1984 | WGS-84                   | 6 378 137            | 6 356 752,3142  | 298,257223563          | GPS global                   |
| 1989 | IERS                     | 6 378 136            | 6 356 751,302   | 298,257                |                              |
| 2003 | IERS                     | 6 378 136,6          | 6 356 751,9     | 298,25642              | [ 24 ]                       |

Nota: un mismo elipsoide puede ser conocido bajo distintos nombres, por lo que se recomienda mencionar las constantes de definición para evitar ambigüedades.

### Historia
- Historia de la geodesia
- Friedrich Robert Helmert
- Circunferencia de la Tierra#Historia
- Radio terrestre#Historia
- Historia del metro (unidad de medida)
- Arco de meridiano#Historia
- Pierre Bouguer
- Péndulo de segundos